# Вилијам Данијел Филипс
Вилијам Данијел Филипс (енгл. William Daniel Phillips; Вилкс-Бери, 5. новембар 1948) је амерички физичар, који је 1997. године, заједно са Стивеном Чуом и Клодом Коеном-Тануђијем, добио Нобелову награду за физику „за развој метода за хлађење и хватање атома помоћу ласерске светлости”.